# Quadrennial Defense Review
Die Quadrennial Defense Review (kurz: QDR) ist eine alle vier Jahre durchgeführte Untersuchung zur Verteidigungsplanung der USA. Seit 1997 ist der US-Verteidigungsminister gesetzlich verpflichtet, eine QDR durchzuführen, welche die folgenden 20 Jahre abdeckt, und die Ergebnisse in einem Bericht für den Kongress festzuhalten. Auch wenn die Vorschläge für die Regierung nicht bindend sind, ist der QDR-Bericht neben der National Security Strategy eine der wichtigsten Grundlagen der mittel- und längerfristigen Militärplanung der USA. 
Bisher wurden fünf QDR-Reports veröffentlicht: der erste im Mai 1997, die folgenden im September 2001, im Februar 2006, im Februar 2010 und im März 2014.

## Hintergrund
Nach dem Zerfall der Sowjetunion und dem Ende des Kalten Krieges Anfang der 1990er Jahre sahen die USA die Notwendigkeit, ihre Verteidigungsstrategie neu auszurichten. Eine der Studien, die diesem Ziel dienen sollte, war die im März 1993 von US-Verteidigungsminister Les Aspin in Auftrag gegebene Bottom-up Review. Die im Herbst desselben Jahres vorgestellten Resultate enthielten aber nach Meinung von Kritikern kein überzeugendes zukünftiges Verteidigungskonzept und waren nicht mit den geplanten Kürzungen des Verteidigungshaushalts in Einklang zu bringen.
Daraufhin beauftragte der US-Kongress 1994 die Commission on Roles and Missions (CORM) mit einer Analyse. Der am 24. Mai 1995 veröffentlichte Bericht der Kommission konnte aber ebenfalls keine umfassende Militärstrategie im Hinblick auf die neue Sicherheitslage bieten. Gleichwohl befürworteten Militärführung und Kongress den Vorschlag der CORM, alle vier Jahre eine Untersuchung zur zukünftigen Militärstrategie vorzunehmen. Dies wurde zur gesetzlichen Pflicht, zunächst im Rahmen der Verteidigungsgesetzgebung für das Haushaltsjahr 1997, seit 1999 dann durch ein Bundesgesetz.

## Durchführung
Das Gesetz legt unter anderem fest, dass der Verteidigungsminister unter dem Titel Quadrennial Defense Review alle vier Jahre eine umfassende Untersuchung durchführen soll zur nationalen Verteidigungsstrategie, der Struktur der Streitkräfte, der Infrastruktur, des Budgets und anderer Bestandteile des Verteidigungsprogramms der USA im Hinblick auf eine nationale Verteidigungsstrategie und einer Verteidigungsplanung für die nächsten 20 Jahre. Die QDR soll in Abstimmung mit dem Vorsitzenden der Joint Chiefs of Staff (JCS) erfolgen. 
Die erste QDR war 1997 abgeschlossen, die späteren Reviews sollten jeweils in dem Jahr abgehalten werden, das auf eine glatt durch vier teilbare Jahreszahl folgt, also 2001, 2005, 2009 und so fort. 
Der Verteidigungsminister ist außerdem verpflichtet, nach Abschluss der Untersuchung einen Bericht über die Quadrennial Defense Review anzufertigen und dem Streitkräfteausschuss des Senats und des Repräsentantenhauses zukommen zu lassen. Der Bericht zur QDR 1997 sollte bis zum 15. Mai desselben Jahres übermittelt sein, 2001 lief die Frist am 30. September ab. Seit dem Haushaltsjahr 2003 gilt ein neuer Stichtag. Der Bericht soll von nun an im Jahr nach der Untersuchung vorgestellt werden, aber noch bevor der US-Präsident seinen Haushaltsentwurf dem Kongress übermittelt, also vor dem 6. Februar eines Jahres.

## Die Reviews

### Quadrennial Defense Review 1997
Der Mitte Mai 1997 von William Cohen präsentierte Bericht zur Quadrennial Defense Review 1997 enthielt viele Aspekte der Bottom-up Review von 1993, so die Fähigkeit der US-Streitkräfte zwei regionale Kriege gleichzeitig zu führen und die Reduzierung der Truppenstärke, betonte aber auch neue Bedrohungen, wie die Proliferation von Massenvernichtungswaffen, Drogenhandel und organisierte Kriminalität.

### Quadrennial Defense Review 2001
Die QDR 2001 stand kurz vor dem Abschluss, als die Anschläge des 11. September die Sicherheitslage der USA grundlegend änderten. In den knapp drei Wochen bis zur Übergabe des Berichts konnten nur hastige Änderungen vorgenommen werden. Die Verteidigung des Heimatlandes erhielt nun oberste Priorität vor dem ursprünglich ausgearbeiteten 4-2-1-Konzept. Das heißt: Bedrohungen abwehren in den vier kritischen Regionen Europa, Nordostasien (mit Japan, Südkorea), dem pazifischen Raum und dem Nahen und Mittleren Osten (Irak, Afghanistan), in zwei größeren Auseinandersetzungen gleichzeitig zu kämpfen und eine davon zu gewinnen. Mit der Inneren Sicherheit an erster Stelle wurde daraus dann 1-4-2-1. Die politische Realität des Irak-Krieges ließ 4-2-1 allerdings an planloser Rüstung und personeller Unterbesetzung scheitern.

### Quadrennial Defense Review 2005
Die QDR 2005 (wegen des Veröffentlichungsdatums ihres Berichts auch QDR 2006 genannt) steht ganz im Zeichen des Kriegs gegen den Terror, der als langer Krieg (long war) bezeichnet wird. Als drängendste Herausforderungen sind die Zerschlagung terroristischer Netzwerke und die Verteidigung des Heimatlandes genannt. Um auf zukünftig häufiger zu erwartende irreguläre Kriegführung, wie Terroranschläge und Aufstände, besser reagieren zu können, soll unter anderem die Personalstärke der klassischen Truppenteile bis 2011 weiter schrumpfen, während die militärischen Spezialeinheiten um 15 Prozent aufgestockt werden sollen. Die Reservestreitkräfte sollen nicht länger vorwiegend als strategische Reserve betrachtet werden, sondern flexibler in jeweils aktuellen Konflikten eingesetzt werden können.